# Никонова, Евгения Викторовна
Евгения Викторовна Никонова (Швед) (род. 1 ноября 1970, Белгород, РСФСР, СССР) — российская баскетболистка, выступавшая в амплуа защитника. Участник двух Олимпийских игр, серебряный медалист чемпионата мира, неоднократный призёр чемпионата Европы, заслуженный мастер спорта России.

## Биография
Евгения Швед родилась в баскетбольной семье: родители — Виктор и Надежда Швед, заслуженные тренеры России, младшая сестра — Виктория Тимофеева, выступавшая за молодёжную сборную России, младший брат — Алексей, игрок НБА, бронзовый призёр Олимпиады—2012. Азы игры постигала в СДЮШОР № 4 Белгорода. В 1987 году получает приглашение в кадетскую сборную СССР на чемпионат Европы в Польшу, где команда выигрывает золотые медали. На следующий год, уже в составе юниорской сборной (девушки до 18 лет), становится победителем первенства Европы в Болгарии.
Становление как игрока проходило в польской «Висле», которую тренировал её папа. В составе краковянок она была ключевым игроком команды, становилась неоднократным призёром чемпионата Польши.
На чемпионате Европы — 1995, проходившего в Чехии, состоялся дебют Евгении в составе сборной России, там команда завоевала бронзовые медали. В 1996 году она участник Олимпийских игр в Атланте. Сыграв в 8 играх, Никонова имеет второй показатель, после Барановой, результативности в команде (12,5), забивает больше всех 3-х очковых бросков (9). На серебряном чемпионате мира — 1998 баскетболистка сыграла в 8 матчах сборной России (164 минуты), 6-й командный показатель. На следующий год Евгения выигрывает бронзовую медаль первенства Европы в Польше, а через два года во Франции она пополняет свою коллекцию европейской серебряной медалью. В перерывах между чемпионатами Европы Никонова второй раз кряду участвует в Олимпийских играх, на этот раз в Сиднее, где проводит 7 матчей.
В сезоне 2001/02 Евгения возвращается в Россию, чтобы выступать за московское «Динамо», с которым становится бронзовым призёром первенства России, доходит до полуфинала кубка Ронкетти. Как следствие удачного сезона исполком РФБ включает её в список 25 лучших баскетболисток России. Отыграв один год в Москве, баскетболистка отправляется во Францию, где два сезона играет за середняка французского чемпионата «Тулуза Лёнаге». В 2005 году состоялось очередное и окончательное возвращение на родину. 3 сезона подряд Евгения выходит на площадку в составе подмосковного «Динамо», пока 5 мая 2007 года она проводит свой последний матч, выступая за дубль «Динамо» против воронежского «Согдиана-СКИФ».
После окончания игровой карьеры Никонова не оставила баскетбол и переквалифицировалась в детского и юношеского тренера. Она вошла в штаб сборной России различных возрастных категорий.  В качестве помощника главного тренера была на юношеских чемпионатах Европы в 2008 (2-е место) и 2010 (5-е место) годах. В 2012 году стала главным тренером женской юниорской резервной команды России U-16. В 2013 году возглавила кадетскую сборную России на европейском первенстве в Болгарии, где команда заняла 6-е место. В сезоне 2013/14, будучи вторым тренером «Спарты энд К—2», выиграла Молодёжное первенство России.
Окончила факультет физической культуры и спорта Белгородского государственного университета. Вышла замуж за бывшего баскетболиста Андрея Никонова, имеет сына Дмитрия.

## Достижения
- Серебряный призёр чемпионата мира: 1998
- Серебряный призёр чемпионата Европы: 2001
- Бронзовый призёр чемпионата Европы: 1995, 1999
- Чемпион Европы среди кадеток: 1987
- Чемпион Европы среди юниоров: 1988
- Серебряный призёр чемпионата Польши: 1999
- Бронзовый призёр чемпионата Польши: 1998, 2000
- Бронзовый призёр чемпионата России: 2002
- Полуфиналист Кубка Ронкетти: 2002
- Полуфиналист Кубка Европы: 2007